# Russell Group
Russell Group – stowarzyszenie 24 brytyjskich uniwersytetów, których działalność skupiona jest na badaniach naukowych, założone w 1994 roku. Często nazywane jest brytyjskim odpowiednikiem amerykańskiej Ligi Bluszczowej.
Nazwa organizacji wywodzi się od miejsca pierwszych, nieformalnych spotkań w hotelu Russell przy Russell Square w Londynie.

## Członkowie
- University of Birmingham
- Uniwersytet Bristolski
- University of Cambridge
- Cardiff University
- Durham University
- Uniwersytet Edynburski
- University of Exeter
- University of Glasgow
- Imperial College London
- King’s College London
- University of Leeds
- Uniwersytet Liverpoolski
- London School of Economics
- Uniwersytet Manchesterski
- Newcastle University
- University of Nottingham
- Uniwersytet Oksfordzki
- Queen’s University Belfast
- Queen Mary, University of London
- University of Sheffield
- University of Southampton
- University College London
- University of Warwick
- University of York